# Політбюро Комуністичної партії Китаю
Політбюро Комуністичної партії Китаю (англ. 中国共产党中央委员会政治局, англ. Politburo of the Chinese Communist Party), офіційно відоме як Політичне бюро Центрального комітету Комуністичної партії Китаю — є керівним органом Центрального комітету Комуністичної партії Китаю.
Зараз бюро складається з 24 вищих посадовців, які контролюють партію та центральний уряд. Політбюро очолює генеральний секретар. На відміну від політбюро інших комуністичних партій, влада в Політбюро КПК далі зосереджена в Постійному комітеті Політбюро, групі з 7 осіб з-поміж більшого Політбюро.
Політбюро номінально обирається центральним комітетом. На практиці, однак, дослідники політики китайської еліти вважають, що Політбюро є органом, що самозмінюється, і нові члени як Політбюро, так і його Постійного комітету обираються шляхом низки обговорень нинішніми членами Політбюро та членами Постійного комітету Політбюро, які вийшли на пенсію. Нинішні та колишні члени Політбюро проводять низку неформальних опитувань, щоб визначити рівень підтримки групою кожного нового кандидата в члени Політбюро. Процес відбору нового Політбюро починається із закритого засідання поточного Постійного комітету Політбюро в Бейдайхе влітку перед скликанням Національного конгресу КПК.
Влада Політбюро в основному полягає в тому, що його члени, як правило, одночасно обіймають державні посади в Китайській Народній Республіці та контролюють кадрові призначення, які мають Політбюро та Секретаріат. Крім того, деякі члени Політбюро займають впливові регіональні посади.
Як працює Політбюро всередині країни, незрозуміло, але здається, що повний склад Політбюро збирається раз на місяць, а постійний комітет збирається щотижня. Вважається, що це трапляється набагато рідше, ніж зустрічалося колишнє радянське Політбюро. Порядок денний засідань контролюється генеральним секретарем КПК, а рішення приймаються консенсусом, а не більшістю голосів. Політбюро було затьмарено Секретаріатом Комуністичної партії Китаю на початку 1980-х років під керівництвом Ху Яобанга, але після усунення Ху в 1987 році знову стало домінуючою силою.

## Склад і підбір
З 1990-х років члени Політбюро паралельно обіймали посади в партійному апараті, на державних посадах і регіональних партійних керівників. Крім того, члени, які служать у військовій сфері та секторі безпеки, були обмежені до 3 посад. Навпаки, більшість членів у 1980-х роках мали досвід військового командування.
У 2017 році на 19-му Політбюро Центрального комітету, окрім голів чотирьох основних інституційних ієрархій — КПК, Всекитайського зборів народних представників, Державної ради та Народної політичної консультативної ради Китаю, було по шість членів, кожен з яких обіймав пости в партії, національному уряді, регіональних урядах і троє в армії. Середній вік членів Політбюро 2017 року становив 62 роки, що було подібним до показників останніх десятиліть. До цього партія на чолі з Ден Сяопіном навмисно заохочувала зміну кадрів, вводячи обмеження термінів і пенсійного віку.
У жовтні 2017 року на першому пленарному засіданні Центрального комітету КПК 19-го скликання було вирішено, що всі члени Політбюро повинні щорічно робити письмове повідомлення Центральному комітету та Генеральному секретарю.
У березні 2018 року всі члени Постійного комітету та члени Політбюро зробили свою першу письмову презентацію Центральному комітету та Генеральному секретарю Сі Цзіньпіну.
Починаючи з 17-го Національного конгресу, офіційним способом обрання Політбюро був процес під назвою «демократична рекомендація» (民主推荐), коли КПК проводила голосування 200 кандидатів до Політбюро, які були включені до остаточного списку кандидатів, представленого на Національному з'їзді КПК.
Однак це було скасовано на 19-му Національному конгресі під керівництвом Сі, який засудив «купівлю голосів» і «голосування, засноване на особистих зв'язках і прихильності» цього методу, особливо щодо політиків, які відступили після антикорупційної кампанії під керівництвом Сі. Процес офіційно замінили на метод «очних опитувань, розслідування та вивчення».

## Діяльності
Політбюро та Постійний комітет Політбюро є вищими керівними органами ЦК КПК.
Політбюро проводить регулярні навчальні сесії, які дають можливість керівництву КПК просувати нову політику. З 2002 року ці сесії отримали широкий розголос. Часто вони звертаються до закордонних справ.

## Нинішнє Політбюро
20-й Політбюро було обрано на першому пленарному засіданні 20-го ЦК у жовтні 2022 року.
Постійного комітету Політбюро в Бейдайхе влітку перед скликанням.